# Graça Graúna
Maria das Graças Ferreira, conhecida pelo nome indígena Graça Graúna (São José do Campestre, 1948), é uma escritora brasileira, professora, tradutora e pesquisadora.

## Biografia
Nasceu em 1948, na cidade de São José do Campestre a 64 km dos parentes da Aldeia Catu. Por volta de dez anos, mudou-se com a mãe costureira, o pai pescador e mais cinco irmãos para Recife, onde reside ainda hoje.
Formou-se em Letras pela Universidade Federal de Pernambuco, onde também fez seu mestrado sobre mitos indígenas na literatura infantil e o doutorado sobre literatura indígena contemporânea no Brasil. Descendente de potiguaras, coordenou o Projeto de Especialização para Formação de Professores Indígenas no Estado de Pernambuco, no campus da Universidade de Pernambuco em Garanhuns.
Lidera o grupo de estudos Comparados: Literatura e Interdisciplinaridade (GRUPEC-UPE). Sua produção cultural também se estende a colaboração em revistas e jornais, entre eles: o Arte e Palavra (Sergipe), Suplemento Literário do Minas (BH) e o Jornal de Letras (Lisboa), em que comenta a literatura da perspectiva indígena.

## Obras
- 1999 - Canto Mestizo, poesia (Ed. Blocos/RJ)
- 2001 - Tessituras da Terra , poesia (Edições M.E)
- 2007 - Tear da Palavra, poesia (Ed. M.E/BH)
- 2014 - "Flor da mata". Haikais. (Ed. Peninha/BH)
- 2016 - "Impressões de leitura do texto literário" (Org.), artigos (Ed. Todas as musas/SP)

## Infanto Juvenil
- 2010 - Criaturas de Ñanderu (Ed. Manole)[8]
- 2014 - "O coelho e a raposa" (Ed. FTD). Tradução de mitos indígenas do México.
- 2014 - "O sapo e o deus da chuva" (Ed. FTD). Tradução de mitos indígenas do México.
- 2014 - "Baak, o pequeno deus" (Ed. FTD). Tradução de mitos indígenas do México.